# Huttich (Gemeinde Seekirchen am Wallersee)
Huttich ist eine im Norden des Bundeslandes Salzburg liegende, der Stadtgemeinde Seekirchen am Wallersee zugehörige Ansiedlung und Ortschaft mit 197 Einwohnern (Stand 2025).

## Geografie
Die Ortschaft Huttich hat eine Fläche von 4,9 km² und erstreckt sich von der Obertrumer Landesstraße (L 102) östlich bis zur Seekirchner Landesstraße (L 238) und danach weiter bis zu dem am Wallersee gelegenen Europaschutzgebiet Wallersee-Wenger Moor. Begrenzt wird die Ortschaft im Norden von Tödtleinsdorf (Gemeinde Köstendorf) und im Süden von den Seekirchener Ortschaften Seewalchen und Bayerham. Des Weiteren grenzen im Westen und Südwesten die Ortschaften Zaisberg und Waldprechting an und im Osten die Köstendorfer Ortschaft Helming. Die Ortschaft Huttich bildet zusammen mit den Ortschaften Seewalchen und Bayerham die Katastralgemeinde Seewalchen. Hinsichtlich der amtlichen Statistik gehört Huttich zum Zählsprengel Kothgumprechting-Bayerham.
Ansiedlungen im Ortschaftsgebiet sind die Dörfer Wirthenstätten, Ober- und Unterkriechham sowie die Rotten Gezing und das namensgebende Huttich selbst. Durchflossen wird das Gebiet in west-östlicher Richtung vom 2,8 km langen Gezingbach. Nördlich fließt der Schönbach zuerst parallel zum Gezingbach, nimmt – nach einer Biegung nach Süden – nahe Huttich den Gezingbach auf und mündet kurz darauf in Wallersee-Zell (Ortschaft Bayerham) in den Wallersee.
Der unverbaute Boden besteht zum größeren Teil aus Wiesen und Weideland, zum geringen Teil gibt es im Westen, Norden und Osten Waldbestände.

## Geschichte

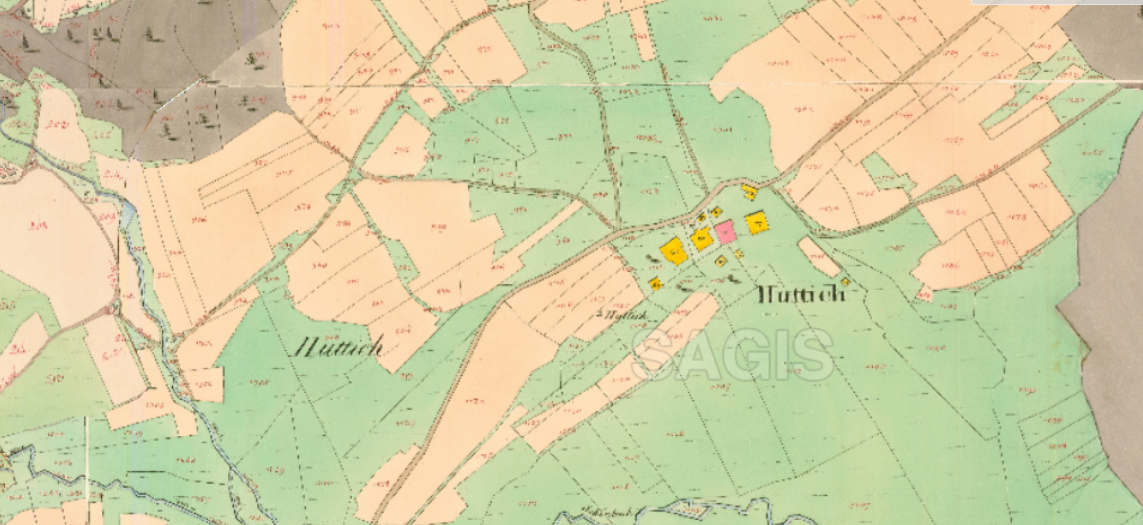
Der Ort Huttich im Franziszeischen Kataster

Zur Entstehung des Ortes sind keine Quellen bekannt, er besteht jedoch zumindest seit dem Hochmittelalter. Ein erster Beleg für den Ort findet sich im Salzburger Urkundenbuch (SUB) aus der zweiten Hälfte des 12. Jahrhunderts mit einem Heinr(ich) de Hůtich. Der Ortsname selbst wird als Siedlungsbezeichnung auf einen althochdeutschen Personennamen Huotuhh, später Huotihh zurückgehend angenommen.
Dies würde eine Besiedlung schon im Frühmittelalter nicht ausschließen. 
1783 ist im SUB ein Gut zu Huettich erwähnt. Die Schreibung Huttich findet sich im Franziszeischen Kataster des 19. Jahrhunderts. In der zwischen 1823 und 1830 vorgenommenen Aufzeichnung finden sich im Ort Huttich vier Häuser mit kleinen Nebengebäuden, die heutigen Adressen Huttich 1, 2, 3 und 5.

## Kultur
Im Ort Huttich liegt das Gut Zachhiesenhof, an dem die Gemeinschaft werktätiger Christen für ein neues Jerusalem ihren Sitz hat. Mitglieder der etwa fünfzig Personen umfassenden Gemeinschaft unterhalten dort neben einem landwirtschaftlichen Betrieb das Internat Weinbergschule und einen Verlag mit Seminarangeboten (ISE Verlag und Seminare).